# José Emilio Pacheco
José Emilio Pacheco Berny (Ciudad de México, 30 de junio de 1939-Ciudad de México, 26 de enero de 2014) fue un destacado escritor mexicano que publicó cuento, novela, poesía, ensayo, artículo, crónica y traducción.
Se le considera integrante de la llamada generación de los cincuenta o de medio siglo, en la que también se incluye a Juan Vicente Melo, Inés Arredondo, Juan García Ponce, Huberto Batis, Sergio Pitol, José de la Colina, Salvador Elizondo, Carlos Monsiváis, entre otros. Compartió la perspectiva cosmopolita que caracteriza a los literatos de esa generación, y los temas que abordó en sus textos van desde la historia y el tiempo cíclico, los universos de la infancia y de lo fantástico, hasta la ciudad y la muerte. La escritura de Pacheco se distingue por un constante cuestionamiento sobre la vida en el mundo moderno, sobre la literatura y su propia producción artística, así como por el uso de un lenguaje sin rebuscamientos, accesible.

## Biografía
Desde edad temprana Pacheco comenzó su acercamiento a la literatura leyendo a autores como Julio Verne, Rubén Darío, Oscar Wilde, Manuel Payno, Amado Nervo, Jorge Luis Borges y Alfonso Reyes y escuchando a los escritores que frecuentaban la casa:

Su verdadero aprendizaje empezó en la casa paterna, a la que solía llegar un grupo de escritores que el niño José Emilio escuchaba, y siguió escuchando. Los nombres de ese grupo son fácilmente reconocibles: Juan de la Cabada, Héctor Pérez Martínez, Juan José Arreola, José Vasconcelos, Martín Luis Guzmán, algunas veces Julio Torri, al que escuchaban —él y su amigo Carlos Monsiváis— Edith Negrín y Álvaro Ruiz Abreu.

Comenzó a escribir en la adolescencia, época en la que publicaba en revistas estudiantiles y periódicos como Proa (de la Escuela Preparatoria, Centro Universitario, México, 1955), Diario de Yucatán, Diario del Sureste (ambos de Mérida, 1956-1958); las estudiantiles Índice (1957) y Letras Nuevas, la primera Facultad de Derecho y la segunda de la de Filosofía y Letras de la UNAM.
Pacheco ingresó a la carrera de Derecho en la Universidad  Autónoma de México, pero la abandonó a los 19 años para dedicarse a la escritura. Participó en diversas revistas y suplementos culturales, como México en la Cultura, Siempre!, Diálogos, Revista Mexicana de Literatura, Diorama de la Cultura, Ramas Nuevas, suplemento de Estaciones, donde trabajó con Monsiváis. Su consolidación como escritor se plasmó en sus publicaciones en La Cultura en México, de Fernando Benítez, “su guía, amigo y maestro”. Fue profesor en la Universidad de Maryland, en Estados Unidos, Canadá e Inglaterra, investigador en el Departamento de Estudios Históricos del INAH, y miembro del Colegio Nacional desde el 10 de julio de 1986.

## Claves de su obra
La obra de Pacheco abarca la narrativa, el cuento, la novela, la crónica, la poesía, la traducción y el ensayo. Existen características que unen sus textos, aunque cada uno de los géneros trabajados por el autor puede distinguirse de los otros por elementos particulares; una constante de su obra es la constante renovación o reescritura. Consideraba a la literatura como algo dinámico y cambiante, lo cual lo llevó a revisar y reescribir sus propias obras, en un afán de autocrítica. 
Su idea acerca de la reescritura incluye un diálogo con los textos anteriores (de autores modernos como Jorge Luis Borges, Ernesto Cardenal, y clásicos, como Catulo)  y con sus propios lectores. Como ha explicado Oviedo, “su obra es, en cierta manera, una antología formada por la reescritura de sus lecturas –un nuevo texto que se sobreimprime en otros textos preexistentes”.

### Narrativa
La obra narrativa de José Emilio está representada por tres libros de cuentos  —La sangre de Medusa (1958), El viento distante y otros relatos (1963) y El principio del placer (1972)—; dos novelas —Morirás lejos (1967) y Las batallas en el desierto (1981)— y por múltiples crónicas escritas en los suplementos y revistas en los que participó. Con respecto a sus cuentos, la autora Bárbara Bockus señala su carácter alusivo más que directo, su tendencia a la brevedad, y la escasez del detalle descriptivo o anecdótico. En ellos aparece de manera constante el tema del paso del tiempo y de la repetición de la historia; también son usuales los universos de la infancia y de lo fantástico.
Los textos fantásticos se distinguen “porque en un universo ficticio cognoscible y manipulable para los personajes” ocurre un hecho insólito que no es posible explicar; así, en «Tenga para que se entretenga» (del volumen El principio del placer) encontramos a una madre (Olga) y a su hijo (Rafael) en el Bosque de Chapultepec en 1943 y de pronto, sucede lo insólito: «Rafael se entretenía en obstaculizar con una ramita el paso de un caracol. En ese instante se abrió un rectángulo de madera oculto bajo la hierba rala del cerro y apareció un hombre […] salió del subterráneo, fue hacia Olga, le tendió un periódico doblado y una rosa con un alfiler:  -Tenga para que se entretenga. Tenga para que se la prenda». El origen del personaje misterioso y sus razones para presentarse ante la mujer y el niño no son explicadas de manera definitiva por ninguna ley (ni la del mundo ficticio en que habitan los personajes, ni mediante las leyes de un universo maravilloso).
Morirás lejos “recrea la persecución de siglos que han sufrido los judíos hasta el holocausto”,  y en Las batallas en el desierto se encuentran los temas de la destrucción de la ciudad y la infancia como un pasado en que el personaje descubre tanto el amor como el desengaño.

### La columnaInventario
En relación directa con el tema de la historia se halla la crónica, género híbrido, “a mitad de camino entre la ficción y los hechos” donde Pacheco “encontró la expresión ideal y propia para contar el vasto horizonte de una época y de una sociedad determinada”. La columna Inventario del suplemento Diorama de la Cultura del periódico Excélsior, dirigido por Julio Scherer, desempeñó un papel importante en la creación y difusión de las crónicas de Pacheco; una relevancia similar tuvo la revista Proceso, proyecto al cual fue invitado el mismo Scherer en 1976. Allí “Pacheco empezó una nueva etapa de su trabajo de periodismo cultural, publicando notas, traducciones, artículos y crónicas”. El escritor mantuvo dicha columna por varias décadas, en la cual hizo revisiones bibliográficas en su particular estilo. No se limitó a la revisión de autores mexicanos, aunque hizo revisiones temáticas temporales (por año, como 1914, 1938 y 1950, por periodos como la Revolución mexicana o autores que tradujo, como Eliot).
La primera aparición de Inventario fue el 5 de agosto de 1973 en la página 16 de la sección Diorama. En ese medio alternó su aparición con la de Baulmundo de Gustavo Sainz, del español José de la Colina y el uruguayo Danubio Torres Fierro. Tras ausentarse seis meses, Pacheco la reinicia 1 de junio de 1975 con un artículo sobre Oscar Wilde y Alfred Douglas. Después de la destitución de la mesa directiva de Excélsior ocurrida al año siguiente, apoyó a Scherer y llevó su columna a la revista Proceso, donde apareció desde el primer número en noviembre de 1976 (donde escribió sobre Saul Bellow) hasta su muerte en 2014 (la última fue sobre el entonces reciente fallecimiento de Juan Gelman).
El accidente que sufrió previo a su muerte ocurrió en su estudio la noche del viernes 24 de enero luego de terminar su columna. Quedó pendiente la publicación de volúmenes temáticos con las cerca de 7 000 columnas, por sugerencia de Vicente Leñero, dada la negativa de Pacheco de reunirlos en un solo volumen. Inventario recibió el Premio Nacional de Periodismo en Divulgación Cultural de 1980, que el escritor evitó recoger por propia mano del entonces presidente José López Portillo: "José Emilio se escondió, hizo creer que estaba fuera de México y me pidió, ya que al galardón se agregaba un diploma para el medio que lo publicaba, si podía ir a recogerlo a la ceremonia de Los Pinos. Y sí fui".

### Poesía
Los dos primeros libros de poesía escritos por José Emilio Pacheco, Los elementos de la noche (1963) y El reposo del fuego (1966), tienen en común algunos rasgos y temas, lo cual permite considerarlos como parte de un primer periodo lírico; según José Miguel Oviedo, ambos coinciden en el influjo “del sector más depurado de la poesía española de este siglo (Cernuda, Salinas, Jorge Guillén), de ciertos motivos y símbolos de Jorge Luis Borges, Xavier Villaurrutia y Octavio Paz”.
El tema del paso del tiempo aparece de manera recurrente en la poesía de Pacheco: la conciencia de lo transitorio de la vida y de los procesos de destrucción son eje de numerosos poemas. A ellos se les suma el de la posibilidad de la resurrección, y de un tiempo cíclico: la renovación incluye también a la poesía, un acto que puede resurgir, transformarse, pues “la palabra es la imagen misma del cambio”. En amos poemarios se halla presente la influencia de Heráclito: “embarcado en el rumbo heracliteano, Pacheco va alternando su conflicto vida/muerte con la contradicción agua/fuego”.
Con No me preguntes cómo pasa el tiempo (1969) inicia un segundo periodo en su poesía: aunque conserva elementos hallados en los libros anteriores, el cambio ocurrido se debe a una perspectiva crítica muy marcada. En esta segunda fase Pacheco utiliza la ironía y la irreverencia crítica; las abstracciones disminuyen y el autor se centra en una preocupación ética y estética, ya que se formula la cuestión: ¿Qué sentido tiene y qué lugar ocupa la poesía en el mundo moderno? Se trata de una obra que reflexiona sobre la “propia materia de la poesía”.  La perspectiva crítica de Pacheco continúa especialmente en Irás y no volverás (1973) y en Desde entonces (1980), obras en las cuales hay un interés especial en aspectos sociales, en la denuncia de las injusticias.

### Traducciones
La traducción, para José Emilio Pacheco, se vincula estrechamente con su perspectiva acerca de la literatura, de la poesía en especial: la palabra se renueva, es posible y válido reescribir un texto de tiempos pasados o contemporáneos, de una lengua a otra. Un poema “puede ser escrito varias veces, lo que hace posible ‘traducir’[…] el traductor no es un traidor: es un creador”. Entre los escritores traducidos se puede citar a Samuel Beckett (Cómo es), Walter Benjamin (París, capital del siglo XIX), Tennessee Williams (Un tranvía llamado deseo), Harold Pinter, Oscar Wilde, Edgar Lee Masters, T.S. Elliot, Víctor Hugo, Walt Whitman, Truman Capote, Ernest Hemingway, William Faulkner y muchos otros.

## Libros

### Cuento
- El viento distante (1963)
- El principio del placer (1972)
- La sangre de Medusa (1990)

### Novela
- Morirás lejos (1967)
- Las batallas en el desierto (1981)

### Poesía
- Los elementos de la noche (1963)
- El reposo del fuego (1966)
- No me preguntes cómo pasa el tiempo (1969)
- Irás y no volverás (1973)
- Islas a la deriva (1976)
- Desde entonces (1979)
- Los trabajos del mar (1983)
- Miro la tierra (1987)
- Ciudad de la memoria (1990)
- El silencio de la luna (1996)
- La arena errante (1999)
- Siglo pasado (2000)
- Como la lluvia (2009)
- La edad de las tinieblas (2009)

#### Compilación
- Tarde o temprano. Poesía completa [1958-2009] (2009)

### Ensayo
- Jorge Luis Borges. Una invitación a su lectura (1999)
- Ramón López Velarde. La lumbre inmóvil (2003)

### Crónica
- Crónica del puerto de Veracruz (1986), con Fernando Benítez

### Artículo
- Inventario I. Antología. 1973-1983 (2017)
- Inventario II. Antología. 1984-1992 (2017)
- Inventario III. Antología. 1993-2014 (2017)

### Traducción
- Cuatro cuartetos, de T. S. Eliot
- Cómo es, de Samuel Beckett
- Vidas imaginarias, de Marcel Schwob
- De profundis, de Oscar Wilde
- Un tranvía llamado deseo, de Tennessee Williams

### Antología
- Poesía en movimiento (1966), con Octavio Paz, Alí Chumacero y Homero Aridjis
- Antología del modernismo (1884-1921) (1970)

## Cine y música
- El castillo de la pureza (1972), película de Arturo Ripstein con guion del director y de Pacheco y la actuación de Claudio Brook, Rita Macedo, Arturo Beristáin, Diana Bracho, María Rojo y Gladys Bermejo, entre otros.
- Mariana, Mariana (1987), adaptación de la novela Las batallas en el desierto; fileme dirigido por Alberto Isaac con guion de Vicente Leñero y la actuación de Luis Mario y Gerardo Quiroz, Pedro Armendáriz Jr., Aarón Hernán, Saby Kamalich y Elizabeth Aguilar.
- «Las batallas», canción basada en la historia del libro Las batallas en el desierto presentado en el disco Café Tacuba (1992) del grupo homónimo.
- El reposo del fuego, obra sinfónica para tenor y orquesta sinfónica compuesta por el compositor regiomontano Gustavo A. Farías García, con poemas del libro homónimo de Pacheco estrenada en 1995 por la Orquesta Sinfónica de Nuevo León en su Temporada de Jóvenes Valores.
- Entre libros, programa semanal de entrevistas y comentarios de actualidad literaria en Radio Universidad, UNAM, 1961-1964; con Rosario Castellanos, Juan Vicente Melo, Carlos Monsiváis y Sergio Pitol.
- Cine verdad. redactor de este semanario cinematográfico, revista cultural que se pasaba en cines mexicanos, 1961-1969; con Carlos Fuentes, Gabriel García Márquez, Julieta Campos, Luis Suárez, Juan Dutch.
- Antología poética; disco con prólogo de Eduardo Elizalde; Voz Viva de México, UNAM, 1968.

## Premios y reconocimientos
- Premio Magda Donato 1967 por Morirás lejos
- Premio Nacional de Poesía Aguascalientes 1969 por No me preguntes cómo pasa el tiempo
- Premio Xavier Villaurrutia 1973 por El principio del placer[17]
- Doctor honoris causa de la Universidad Autónoma de Sinaloa (16 de noviembre de 1979)[18]
- Premio Nacional de Periodismo de México 1980 por Divulgación Cultural[19][20]
- Premio Malcolm Lowry 1991 por trayectoria (Ensayo literario)[21]
- Premio Nacional de Ciencias y Artes en el área de Lingüística y Literatura 1992[22]
- Premio José Asunción Silva al mejor libro de poemas en español publicado entre 1990 y 1995
- Premio Mazatlán de Literatura 1999
- Premio Iberoamericano de Letras José Donoso 2001
- Premio Internacional Octavio Paz de Poesía y Ensayo 2003
- Premio de Poesía Iberoamericana Ramón López Velarde 2003
- Premio Internacional Alfonso Reyes 2004
- Premio Iberoamericano de Poesía Pablo Neruda 2004
- Premio Internacional de Poesía Federico García Lorca 2005
- Miembro honorario de la Academia Mexicana de la Lengua (23 de mayo de 2006)
- Premio Reina Sofía de Poesía Iberoamericana 2009
- Medalla 1808, otorgada por el gobierno del Distrito Federal (25 de junio de 2009)[23]
- Medalla de Oro de Bellas Artes, otorgada de la Secretaría de Educación Pública de México (28 de junio de 2009)[24]
- Premio Cervantes 2009[25]
- Doctorado honoris causa por la Universidad Autónoma de Nuevo León (11 de septiembre de 2009)
- Doctorado honoris causa por la Universidad Autónoma de Campeche (3 de marzo de 2010)
- Doctorado honoris causa por la Universidad Nacional Autónoma de México (23 de septiembre de 2010)
- Premio Alfonso Reyes 2011, de El Colegio de México[26]

### Recintos nombrados en su honor
- La Casa de la Palabra José Emilio Pacheco, en Azcapotzalco, Ciudad de México; inaugurada por el escritor el 26 de noviembre de 2006.[27]
- El Centro Integral para el Desarrollo “José Emilio Pacheco”, en la colonia Nueva Atzacoalco, Ciudad de México;  inaugurado por Pacheco el 15 de diciembre de 2011.[28]
- La Casa del Poeta José Emilio Pacheco, en Tlalnepantla, Estado de México.
- Fondo de cultura José Emilio Pacheco, en Tuxtla Gutiérrez, Chiapas.
- Centro de la cultura y las artes  "José Emilio Pacheco", en Tlalnepantla, Estado de México.

### En español
- José Emilio Pacheco: perspectivas críticas / Hugo J Verani, 2006
- Ensoñación cósmica: poética de El reposo de fuego, de José Emilio Pacheco / Betina Bahía Diwan, 2004
- Dilemas de la poesía de fin de siglo: José Emilio Pacheco y Jaime Sáenz / Elizabeth Pérez, 2001
- José Emilio Pacheco: poeta y cuentista posmoderno / José de Jesús Ramos, 1992
- El papel del lector en la novela mexicana contemporánea: José Emilio Pacheco / Magda Graniela-Rodríguez, 1991
- José Emilio Pacheco: poética y poesía del prosaísmo / Daniel Torres, 1990
- La hoguera y el viento: José Emilio Pacheco ante la crítica / Hugo J Verani, 1987
- José Emilio Pacheco / Luis Antonio de Villena, 1986
- Ficción e historia: la narrativa de José Emilio Pacheco / Yvette Jiménez de Báez, 1979
- Ruiz Álvaro y Edith Negrín (coord.), Pasión por la palabra. Homenaje a José Emilio (coord.) México,  UNAM/UAM , 2013
- Karl Kohut (ed.), Literatura mexicana hoy. Del 68 al ocaso de la revolución. Madrid, Vervuert, 1995.
- Rafael Olea Franco,En el reino fantástico de los aparecidos: Roa Bárcena, Fuentes y Pacheco. México, Colegio de México, 2004.
- Manuel Fernández Perera (coord.) La literatura mexicana del siglo XX. México, FCE, 2008.

### En inglés
- Modern Spanish American poets. Second series / María Antonia Salgado, 2004
- José Emilio Pacheco and the poets of the shadows / Ronald J Friis, 2001
- Out of the volcano: portraits of contemporary Mexican artists / Margaret Sayers Peden, 1991
- Tradition and renewal: essays on twentieth-century Latin American literature and culture / Merlin H Forster, 1975
- The turning tides: the poetry of José Emilio Pacheco / Mary Kathryn Docter, 1991
- Time in the poetry of José Emilio Pacheco: images, themes, poetics / Judith Roman Topletz, 1983

#### Publicaciones en torno a la obra de Pacheco
- Ficción e Historia: La Narrativa de José Emilio Pacheco. El Colegio de México. 1979. p. 348.
- Torres, Daniel (1990).  University of Michigan, ed. José Emilio Pacheco: Poética y poesía del prosaísmo. Editorial Pliegos. p. 124. ISBN 8486214521.
- Hugo J. Verani, ed. (1993). La hoguera y el viento: José Emilio Pacheco ante la crítica. Ediciones ERA. p. 341. ISBN 9684113544.
- Monasterios, Elizabeth (2001). Dilemas de la poesía latinoamericana de fin de siglo: José Emilio Pacheco y Jaime Saenz. Plural editores. p. 299. ISBN 9789990564013.
- Sánchez Osés, Eduardo (2002). Las batallas en el desierto: análisis crítico. UNAM. p. 168. ISBN 9703202217.
- Popovic, et al. (2006). José Emilio Pacheco: perspectivas críticas. Siglo XXI. p. 330. ISBN 968232629X.
- Cannavacciuolo, Margherita (2014), Miradas en vilo: la narrativa de José Emilio Pacheco, Beatriz Viterbo Editora, pp. 207, ISBN 9789508453082.
- Aub, Max (1960). Poesía mexicana, 1950-1960. Madrid: Aguilar.
- Brushwood, John (1985). La novela mexicana (1967-1982). México: Grijalbo.
- Roas, David (2001). Teorías de lo fantástico. Madrid: Arco/Libros.
- Bellini, Giuseppe (1985). Historia de la literatura hispanoamericana. Madrid: Castalia.
- Fuentes, Carlos (1969). La nueva novela hispanoamericana. México: Joaquín Mortiz.
- Glantz, Margo (1971). Onda y escritura en México. México: Siglo XXI.

| Predecesor: Juan Marsé | Premio Miguel de Cervantes 2009 | Sucesora: Ana María Matute |